# Ланчин (гміна)
Ґміна Ланчин — адміністративна субодиниця Надвірнянського повіту Станіславського воєводства. Утворена 1 серпня 1934 року згідно з розпорядженням Міністерства внутрішніх справ РП від 21 липня 1934 року за підписом міністра Мар'яна Зиндрама-Косьцялковського під час адміністративної реформи. Село Ланчин стало центром сільської ґміни Ланчин. Ґміна утворена з попередніх самоврядних сільських гмін Добротув, Красна, Ланчин, Саджавка.
У 1934 році територія ґміни становила 94,22 км². Населення ґміни станом на 1931 рік становило 11 857 осіб. Налічувалось 2 774 житлові будинки.
Ґміна ліквідована у 1940 році у зв’язку з утворенням Ланчинського району.